# جزيرة كالوتينا
```
جزيرة كالوتينا
  
(
بالبلغارية
: 
остров Калотина
)‏
 جزيرة صخرية في 
القارة القطبية الجنوبية
،  تقع على بعد 470 متر شمال نقطة كوينتون في شبه جزيرة غوتين على الساحل الشمالي الغربي 
لجزيرة أنفيرس
 في 
أرخبيل بالمر
.
[
1
]
 يبلغ طولها 630 مترًا في الاتجاه الجنوبي الشرقي- الشمالي الغربي،  وعرضها 350 مترًا، ويفصلها عن جزيرة تيمينوجا إلى الشرق ممر عرضه 140 مترًا.
```

سميت الجزيرة على اسم مستوطنة كالوتينا في بلغاريا الغربية.